# Patrick J. Adams
Patrick J. Adams, né le 27 août 1981 à Toronto est un acteur, producteur et réalisateur canadien.
Il est surtout connu pour avoir incarné le rôle de Mike Ross dans la série américaine Suits : Avocats sur mesure (2011-2019).

## Biographie
Né à Toronto, en Ontario, au Canada, Patrick a quitté son pays natal pour s'installer à Los Angeles, en Californie, à l'âge de 19 ans, à la suite du divorce de ses parents. Dès lors, il intègre l'université de Californie du Sud dont il ressort diplômé. Il est également diplômé du Northern Secondary School, un lycée de Toronto.

### Carrière
Il a d'abord fait des apparitions dans les séries américaines Cold Case : Affaires classées et Jack et Bobby. Il a ensuite obtenu des rôles dans Lost, Friday Night Lights, FBI : Portés disparus, Commander in Chief, Heartland, Ghost Whisperer, NCIS : Enquêtes spéciales, Love Therapy et Raising the Bar : Justice à Manhattan avant d'obtenir l'un des rôles principaux dans Suits : Avocats sur mesure - série qui lui a valu d'être nommé pour un Screen Actors Guild Award.
En 2011, il se fait connaître en tant qu'acteur, grâce à son rôle de Mike Ross dans la série télévisée judiciaire Suits : Avocats sur mesure, diffusée sur USA Network. Il quitte la série au terme de la saison 7, après le départ de sa co-star Meghan Markle à la suite de ses fiançailles avec le prince Harry en novembre 2017. En 2019, il revient en tant qu'invité lors de la neuvième et ultime saison de Suits,.

### Vie privée
En 2009, Patrick rencontre l'actrice Troian Bellisario alors qu'ils jouaient dans la pièce de théâtre de Bill Cain, Equivocation, et se met en couple avec elle cette même année. Ils se séparent brièvement en 2010, mais se remettent ensemble en décembre de la même année. Ils se fiancent à Paris le 14 février 2014. Ils se marient le 10 décembre 2016 à Santa Barbara, en Californie. En août 2018, ils annoncent attendre leur premier enfant, Aurora, qui naît le 8 octobre 2018. Le 15 mai 2021, le couple donne naissance a leur deuxième enfant, prénommée Elliot Rowena Adams.
Le 19 mai 2018, le couple est présent (comme une grande partie du casting de Suits), au mariage royal du Prince Harry et de Meghan Markle – son ancienne co-star dans la série Suits : Avocats sur mesure,.

## Filmographie

### Cinéma

#### Longs métrages
- 2003 : Retour à la fac (Old School) de Todd Phillips : Patch
- 2005 : Façade de Brian Bedard : Harry
- 2008 : Weather Girl de Blayne Weaver : Byron
- 2008 : Extreme Movie d'Adam Jay Epstein et Andrew Jacobson : la voix d'un homme
- 2009 : Rage de Sally Potter : Dwight Angel
- 2009 : The Waterhole de Ely Mennin : Miller
- 2009 : Two:Thirteen (en) de Charles Adelman : Carter adolescent
- 2017 : Car Dogs d'Adam Collis : Mark Chamberlain
- 2017 : Room for Rent de Matthew Atkinson : Huey Dorsey
- 2018 : Clara d'Akash Sherman : Issac Bruno

#### Courts métrages
- 2001 : For the Record de Jay Prychidny : Patrick
- 2008 : The Butcher's Daughter de Daniel Casey : Ellis McArthur
- 2008 : 3 Days Gone de Scott McCullough : Doug Corss
- 2011 : Dead in the Room d'Adam Pertofsky : Roger Upton
- 2012 : The Come Up de Kirk Sullivan : Steve
- 2014 : Pa-gents with Chris Pine de Zoosk Brothers : une stars juge
- 2015 : Ruthless de Liam Card : Calvin Cartwright
- 2016 : We are Here de lui-même
- 2017 : Pillow Talk de Mike Piscitelli : Ryan

### Télévision
- 2004 :  Cold Case - Saison 2, épisode 8 : Dean Garvey en 1953
- 2004 : Jack et Bobby - Saison 1, épisode 10 : Matthew kramer
- 2004 : La Vie avant tout - Saison 5, épisode 17 : Brandon
- 2005 : Les Amoureux de Noël (TV) de Neill Fearnley : Seth
- 2005 : Commander in Chief - Saison 1, épisode 17 & 18 : Colin James
- 2005 :  Close To Home - Saison 1, épisode 8 : Paul le paraplégique
- 2006 : Numb3rs - Saison 2, épisode 16 : Adam Bennett
- 2006 : Orpheus (TV) de Bruce Beresford : Barry
- 2006 : Friday Night Lights - Saison 1, épisodes 5 & 12 : Connor hayes
- 2007 :  Lost - Saison 3, épisode 13 : Peter talbot
- 2007 : Heartland - Saison 1, épisode 2 : Henry Gilliam
- 2007 : FBI : Portés disparus - Saison 5, épisode 14 : Adam clark
- 2008 :  NCIS - Saison 6, épisode 6 : Tommy Doyle
- 2009 : Flashforward - Saison 1, épisode 22 : Ed
- 2009 : Raising the Bar - Saison 2, épisode 14 : -
- 2009 : Lie to Me - Saison 2, épisode 3 : Lou Nemeroff
- 2009 : Ghost Whisperer - Saison 4, épisode 16 : Linus Van Horn
- 2009 : Cupid (en) - Saison 1, épisode 5 : Joe
- 2010 : Pretty Little Liars - Saison 1, épisode 5 : Hardy
- 2011 : Luck - Saison 1, épisodes 3, 4, 6 & 7 : Nathan Israel
- 2011-2019 : Suits : Avocats sur mesure : Mike Ross (saisons 1 à 7 - invité saison 9 - 111 épisodes)
- 2014 : Rosemary's Baby : Guy Woodhouse (2 épisodes)
- 2014 : Orphan Black : Jesse (Saison 2, épisode 6 ; Saison 3, épisode 10)
- 2016 : Legends of Tomorrow : Rex Tyler (2 épisodes)
- 2017 : Pillow Talk : Ryan (11 épisodes)
- 2019 : Sneaky Pete : Stefan Kilbane (5 épisodes)
- 2020 : L'Étoffe des héros : John Glenn (8 épisodes)
- 2022 : Une équipe hors du commun (A League of Their Own) : Charlie

## Distinctions
- 2012 : 18e cérémonie des Screen Actors Guild Awards : meilleur acteur dans une série télévisée dramatique pour Suits : Avocats sur mesure